# وانگ کیو ایان یوان
وانگ کیو ایان یوان (انگلیسی: Wang Qianyuan؛ زادهٔ ۲۷ ژوئن ۱۹۷۲) بازیگر اهل چین است.
از فیلم‌ها یا برنامه‌های تلویزیونی که وی در آن نقش داشته است می‌توان به سه شمشیرزن، صلح شکن، و هشتصد اشاره کرد.